# Дзонг
Дзонг (тиб. རྫོང་, Вайли rdzong) — крепость, в которой обычно размещается также администрация и буддийский монастырь. Архитектура дзонгов присуща Тибету, Бутану и прилегающим к Тибету буддийским территориям. 
Это же слово в современном тибетском языке используется в значении «уезд» (административная единица КНР).

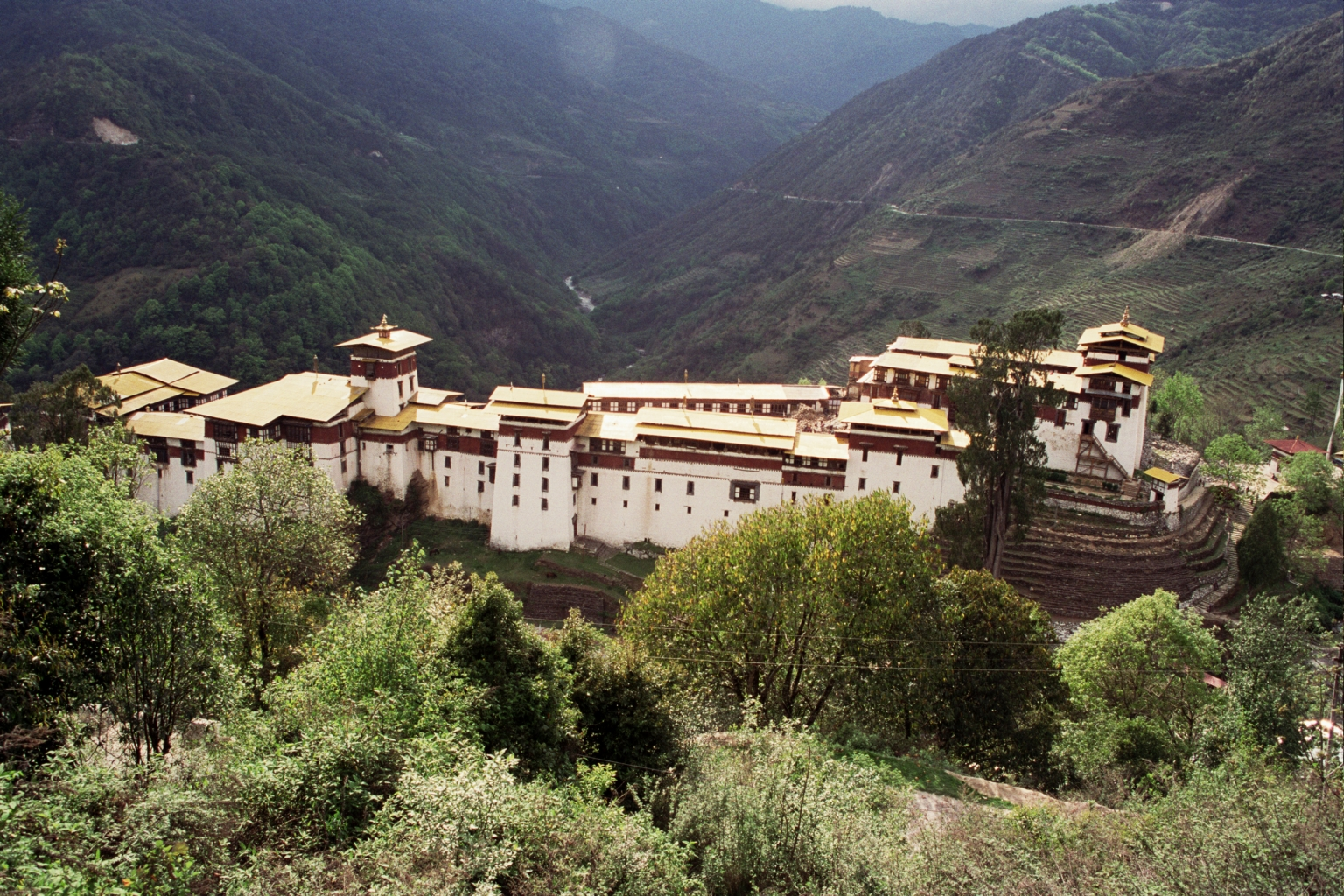
Дзонг Тонгса, Бутан

## Характеристика архитектуры дзонгов
Дзонги сочетают массивные стены, башни, вереницу внутренних дворов, храмы, административные здания, жильё для монахов. Обычно дзонги расположены в горах, защищённые скалами.
Редко дзонги можно увидеть за пределами Гималаев, например, архитектура университетского городка в Эль-Пасо.

## Функции дзонгов
Дзонги используются как военные укрепления, монастыри, университеты, центры управления и культурные центры. В дзонгах проводятся ежегодные религиозные праздники цечу.

## Строительство дзонгов
В Бутане активное строительство дзонгов началось по инициативе Шабдрунга в XVII веке. Гималайский дзонг — это обитель и крепость. Их строят в неприступном месте — на откосе или на вершине горы, чтобы обитателей не застали врасплох. Современные военные стратеги отмечают, что дзонги хорошо расположены с точки зрения их функции в качестве оборонительных крепостей. Дзонг Тактсанг, например, расположен на крутом склоне, одной стеной упираясь в скалу, а другой нависая над пропастью. Дзонг Пунакха выстроен на холмистом мысу, а рукав реки Мо-Чу огибает её с тыла, так что стены дзонга защищены со всех сторон. Таким образом, блокируя любые нападения со стороны южных захватчиков, которые пытались обойти непроходимые склоны Гималаев.
Наличие дзонгов позволило Шабдрунгу объединить страну, укрепить независимость и обеспечить защиту от вторжений как со стороны Тибета, так и с юга. Для строительства дзонгов сгонялось всё население округа, и работа продолжалась много лет. Все дзонги расположены в стратегически важных местах и защищены горами и реками.

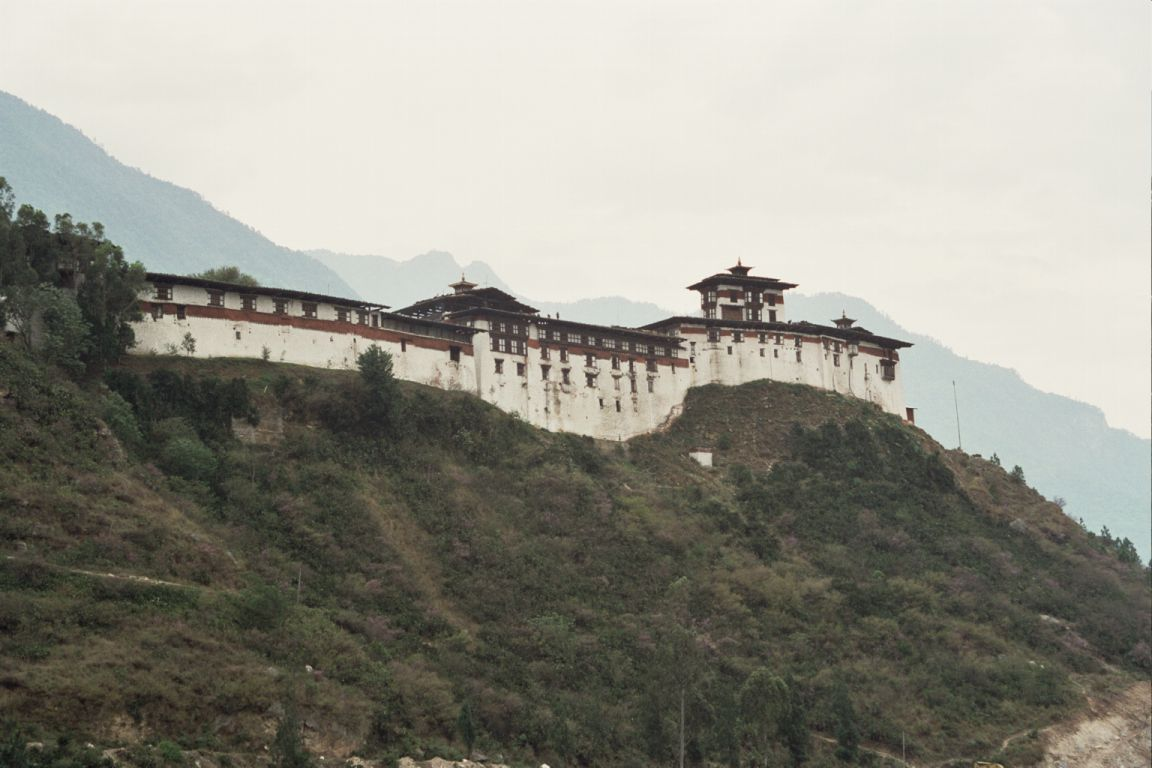
Вангди-Пходранг-дзонг в Бутане.

## Известные дзонги Бутана
- Тонгса-дзонг
- Таксанг-лакханг
- Пунакха-дзонг
- Вангди-Пходранг-дзонг